# Европейски национален фронт
Европейският национален фронт (на английски: European National Front), съкратено ЕНФ (ENF), е крайнодясна партия в Европа, съществувала от 2004 до 2009 г.

## Структура
Основател и генерален секретар на ЕНФ и единствен (в ЕНФ) член на Европейския парламент е Роберто Фиоре. Той е подпомаган от Политическия съвет и от Координационния център.
Фронтът обединява националистически партии и организации от България, Великобритания, Германия, Гърция, Испания, Италия, Латвия, Нидерландия, Полша, Португалия, Румъния, Словакия, Украйна, Франция, Чехия. Техните представители формират Събранието на ЕНФ.

## Членство
ЕНФ включва членове (membri) – с право на глас в събранието, и участници (affiliati).

Членове на ЕНФ са следните партии и организации:
- Националдемократическа партия на Германия (NDP), Германия,
- Златна зора (Chrysi Avyi), Гърция,
- „Фаланга“ (La Falange), Испания,
- Нова сила (Forza Nuova), Италия,
- Народно възраждане на Полша (Narodowe Odrodzenie Polski), Полша,
- Нова десница (Noua Dreaptă), Румъния.

Участници (съмишленици, партньори) на ЕНФ са:
- Български национален съюз, България,
- Блок на националната сила, Латвия,
- Партия на националното възраждане (Partido Nacional Renovador), Португалия,
- Словашки национален блок, Словакия,
- Национален блок, Чехия.

Бивши членове и участници са:
- Първа партия на Англия (England First Party), Великобритания
- Патриотичен алианс (Patriotiki Symmachia), Гърция – разпуснат (2007),
- Национален алианс (Nationale Alliantie), Нидерландия – разпуснат (2007),
- Всеукраинско обединение „Свобода“, Украйна – станало наблюдател в АЕНД (2009),
- Френско обновяване (Renouveau Français), Франция.